# Évêque d'Ely

Armoiries des évêques d'Ely : de gueules à trois couronnes d’or.

L'évêque d'Ely est à la tête du diocèse anglican d'Ely, dans la province de Cantorbéry.

## Liste des évêques d'Ely
- 1109-1131 : Hervey le Breton
- 1133-1169 : Néel
- 1174-1189 : Geoffrey Ridel
- 1189-1197 : William Longchamp
- 1198-1215 : Eustache (en)
- 1215-1219 : Robert d'York
- 1220-1225 : John de Fountains
- 1225-1228 : Geoffrey de Burgh
- 1229-1254 : Hugh de Northwold
- 1255-1256 : William de Kilkenny
- 1258-1286 : Hugh de Balsham
- 1286-1290 : John Kirkby
- 1290-1298 : William of Louth
- 1298-1299 : John Salmon (candidat des moines)
- 1298-1299 : John Langton (candidat du roi)
- 1299-1302 : Ralph Walpole
- 1302-1310 : Robert Orford
- 1310-1316 : John Ketton
- 1316-1337 : John Hotham
- 1337-1345 : Simon Montacute
- 1345-1361 : Thomas de Lisle
- 1362-1366 : Simon Langham
- 1367-1373 : John Barnet
- 1374-1388 : Thomas Arundel
- 1388-1425 : John Fordham
- 1426-1438 : Philip Morgan
- 1438-1443 : Louis de Luxembourg
- 1444-1454 : Thomas Bourchier
- 1454-1478 : William Grey
- 1479-1486 : John Morton
- 1486-1500 : John Alcock
- 1501-1505 : Richard Redman
- 1506-1515 : James Stanley
- 1515-1534 : Nicholas West
- 1534-1554 : Thomas Goodrich (premier évêque réformé)
- 1554-1559 : Thomas Thirlby (dernier évêque catholique)
- 1559-1581 : Richard Cox
- 1600-1609 : Martin Heton
- 1609-1619 : Lancelot Andrewes
- 1619-1628 : Nicholas Felton
- 1628-1631 : John Buckeridge
- 1631-1638 : Francis White
- 1638-1667 : Matthew Wren
- 1667-1675 : Benjamin Lany
- 1675-1684 : Peter Gunning
- 1684-1691 : Francis Turner
- 1691-1707 : Simon Patrick
- 1707-1714 : John Moore
- 1714-1723 : William Fleetwood
- 1723-1738 : Thomas Green
- 1738-1748 : Robert Butts
- 1748-1754 : Thomas Gooch
- 1754-1771 : Matthias Mawson
- 1771-1781 : Edmund Keene
- 1781-1808 : James Yorke
- 1808-1812 : Thomas Dampier
- 1812-1836 : Bowyer Sparke
- 1836-1845 : Joseph Allen
- 1845-1864 : Thomas Turton
- 1864-1873 : Harold Browne
- 1873-1886 : James Woodford
- 1886-1905 : Alwyne Compton
- 1905-1924 : Frederic Chase
- 1924-1933 : Leonard White-Thomson
- 1934-1941 : Bernard Heywood
- 1941-1957 : Edward Wynn
- 1957-1964 : Noel Hudson
- 1964-1977 : Edward Roberts
- 1977-1990 : Peter Walker
- 1990-2000 : Stephen Sykes
- 2000-2010 : Anthony Russell
- depuis 2010 : Stephen Conway